# لوتار بوخمان
لوتار بوخمان (بالألمانية: Lothar Buchmann)‏ هو مدرب كرة قدم ولاعب كرة قدم ألماني في مركز الهجوم، ولد في 15 أغسطس 1936 في فروتسواف في بولندا. لعب مع ماينتس 05.

## وصلات خارجية
- لوتار بوخمان على موقع قاعدة بيانات كرة القدم.إي يو (الإنجليزية)
- لوتار بوخمان على موقع بيانات كرة القدم. دي إي (الألمانية)
- لوتار بوخمان على موقع عالم كرة القدم.نت (الإنجليزية)